# رابین هونیکه
رابین هونیکه (به انگلیسی: Robin Hunicke) (زادهٔ ۱۵ مارس ۱۹۷۳ میلادی) یک طراح بازی‌های ویدیویی و تهیه‌کنندهٔ آمریکایی است. او استاد طراحی بازی در دانشگاه کالیفرنیا، سانتا کروز و یکی از بنیانگذاران فونومنا است.
هونیکه کار خود را در الکترونیک آرتس آغاز کرد و در آنجا روی چندین بازی از جمله مای‌سیمز به عنوان طراح اصلی و بوم بلوکس و دنبالهٔ آن به عنوان یک تهیه‌کننده کار کرد. پس از ترک ای‌اِی (EA)، او توسط دت‌گیم‌کامپانی استخدام شد، جایی که او جورنی، یک بازی مشارکتی آنلاین برای پلی‌استیشن ۳ را تولید کرد. پس از اتمام آن، هونیکه به تینی اسپک پیوست تا اجتماع گلیچ ام‌ام‌اوآرپی‌جی را توسعه دهد و با خالق کاتاماری داماسی و دوست شخصی‌اش، کیتا تاکاهاشی همکاری کند. پیش از انتشار گلیچ، هونیکه تینی اسپک را ترک کرد تا به همراه مارتین میدلتون، هم تیمی و مهندس سابق دت‌گیم‌کامپانی، فونامنا را تأسیس کنند. در اکتبر ۲۰۱۲ میلادی، فونامنا اولین پروژهٔ خود را اعلام کرد: «برای ساخت بازی‌ای که داده‌ها را از گام‌شمار می‌گیرد و با آن کار سرگرم‌کننده‌ای انجام می‌دهد.» آن‌ها دو بازی جدید واتام (به کارگردانی کیتا تاکاهاشی) و لونا را معرفی کردند. یک بازی پازل لمسی که در یک دنیای کتاب داستانی پر جنب و جوش و مجسمه‌ای اتفاق می‌افتد، که هر دو منتشر شده‌اند و توسط هونیکه تولید شده‌اند.
هونیکه به دلیل حمایت از توسعهٔ بازی مستقل، آزمایش در طراحی بازی، تحقیق در تعدیل دشواری بازی پویا، و حمایت از زنان در صنعت بازی شناخته شده‌است.

## سنین جوانی و تحصیلات
هونیکه در ۱۵ مارس ۱۹۷۳ میلادی در آلبانی، نیویورک به دنیا آمد. او دارای مدرک کارشناسی هنر از دانشگاه شیکاگو است و دکترای خود را در هوش مصنوعی با تمرکز بر بازی و طراحی بازی از دانشگاه نورث‌وسترن به پایان رسانده‌است.

## حرفه

##### هنرهای الکترونیک
هونیکه کار خود را با الکترونیک آرتس در ماکسیس آغاز کرد، جایی که او پس از ملاقات با ویل رایت، طراح مشهور بازی و کارگردان سیمز، تبدیل به طراح سیمز ۲: باز برای کسب‌وکار شد. پس از کار خود در سیمز ۲، هونیکه طراح اصلی مای‌سیمز در نینتندو وی شد، و پس از آن تهیه‌کنندهٔ بوم بلوکس و دنبالهٔ آن، بوم بلوکس: بَش پارتی شد.

##### دت‌گیم‌کامپانی

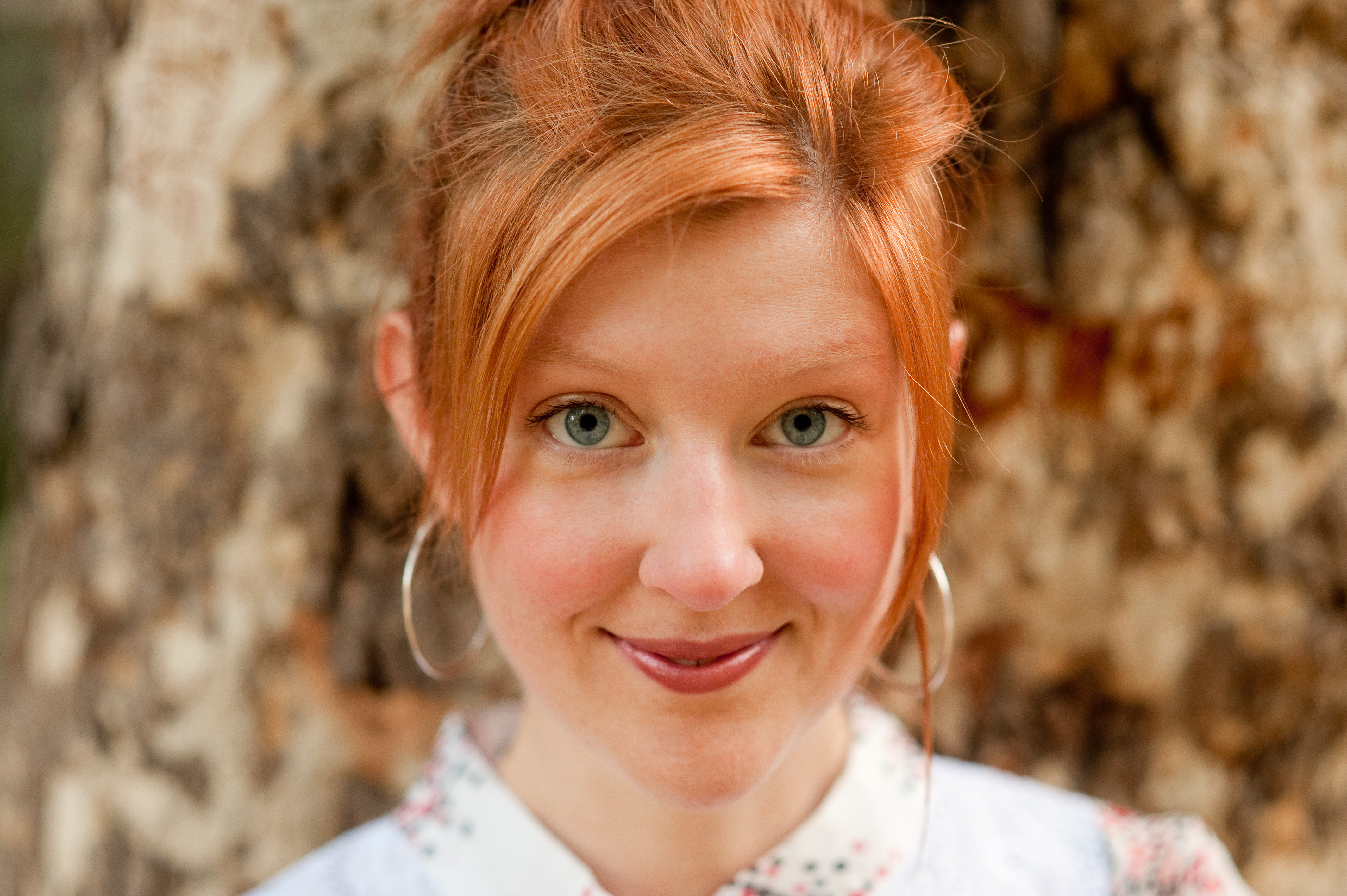
هونیکه در سال ۲۰۰۹ میلادی

پس از کارش در الکترونیک آرتس، هونیکه به عنوان تهیه‌کننده به دت‌گیم‌کامپانی پیوست. او در مراحل مفهومی اولیه برای پروژهٔ سوم استودیو جورنی، به تیم پیوست؛ یک بازی ماجراجویی مشارکتی برای چندین‌بازیکن که در اوایل سال ۲۰۱۲ میلادی منتشر شد.

##### تینی اسپک
پس از انتشار جورنی، هونیکه از دت‌گیم‌کامپانی خارج شد تا به تینی اسپک بپیوندد تا توسعهٔ اجتماع گلیچ ام‌ام‌اوآرپی‌جی خود را ادامه دهد.

##### فونومنا
قبل از انتشار گلیچ، هونیکه تینی اسپک را ترک کرد تا به همراه مارتین میدلتون، فونومنا را تأسیس کنند. آن‌ها اولین پروژهٔ خود را در اکتبر ۲۰۱۲ میلادی اعلام کردند: «برای ساخت بازی‌ای که داده‌ها را از یک گام‌شمار می‌گیرد و با آن کار سرگرم‌کننده‌ای انجام می‌دهد.» به عنوان «یک بازی پازل لمسی که در یک دنیای کتاب داستانی پر جنب و جوش و مجسمه‌ای اتفاق می‌افتد». آن‌ها سپس واتام، جانشین معنوی سری کاتاماریِ بندای نامکو را به کارگردانی خالق آن، کیتا تاکاهاشی توسعه دادند. این بازی در تاریخ ۱۷ دسامبر ۲۰۱۹ میلادی برای پلی‌استیشن ۴ و رایانهٔ شخصی (از طریق فروشگاه اپیک گیمز) منتشر شد.

##### کنفرانس‌ها و رویدادها
هونیکه در کنفرانس‌ها و رویدادهای مختلف صنعت بازی‌های ویدیویی در طول سال مشارکت می‌کند. او سازمان‌دهندهٔ کارگاه طراحی بازی سالانه در کنفرانس توسعه‌دهندگان بازی است، جایی که او به سازماندهی رویداد کمک و با همکاری طراحانی چون: داگ چرچ، مارک له‌بلانک، فرانک لَنتز، استون لیبراند، کلینت هاکینگ و دیگران، تدریس می‌کند. هونیکه همچنین سازمان‌دهندهٔ جلسات آزمایشی بازی در جی‌دی‌سی (GDC) با جاناتان بلو، داگ چرچ و کریس هکر است. بسیاری از بازی‌های موفق اولین حضور عمومی خود را در این جلسه نشان داده‌اند، از جمله: بریدِ بلو و پورتالِ ولو. هونیکه همچنین یک سازمان‌دهندهٔ ایندیکید است، یک جشنوارهٔ سالانه‌ای که به توسعهٔ بازی‌های مستقل اختصاص دارد.
هونیکه یکی از اعضای مؤسس انجمن بین‌المللی توسعه‌دهندگان بازی (IGDA Education SIG) است، در ایندی گیم جم شرکت کرده‌است، که به گلوبال گیم جم کمک می‌کند. در دانشگاه کالیفرنیا، سانتا کروز تدریس می‌کند؛ داور جشنوارهٔ بازی‌های مستقل و یکی از سرپرستان کارگاه تجربی گیم‌پلی است.

##### پژوهش
هونیکه در مطالعات خود به تحقیق دربارهٔ تعدیل دشواری بازی پویا می‌پردازد. او همچنین علاقه‌مند است که چگونه «مفاهیم سرنوشت، معنا و پی‌آمد را می‌توان از طریق بازی‌های ویدئویی ارتباط داد».

##### چارچوب ام‌دی‌ای
از سال ۲۰۰۱ تا ۲۰۰۴ میلادی، هونیکه، مارک له‌بلانک و رابرت زوبک چارچوب مکانیک-دینامیک-زیبایی (Mechanics-Dynamics-Aesthetics Framework) را برای تمرکز و بهبود تحلیل بازی ایجاد کردند. این چارچوب بسیاری از جنبه‌های یک بازی را به عنوان مکانیک، دینامیک یا زیبایی‌شناسی دسته‌بندی می‌کند و دیدگاه‌های معکوس طراح و بازیکن را ترسیم می‌کند. از دیدگاه طراح، مکانیک‌ها، داینامیک‌ها را تولید می‌کنند که آن‌ها نیز به نوبهٔ خود زیبایی‌شناسی‌ها را ایجاد می‌کنند. از دیدگاه بازیکن، یک بازیکن بازی را از طریق زیبایی‌شناسی تجربه می‌کند که توسط دینامیک‌ها که از مکانیک‌های بازی پدید می‌آیند، ارائه می‌شوند.

## جوایز و تقدیر
در ۲۱ می ۲۰۰۸ میلادی، هونیکه برای گاماسوترای "گاماسوترا ۲۰" انتخاب شد، و عنوان "تجلیل از ۲۰ زن برتر شاغل در صنعت بازی‌های ویدیویی" را کسب کرد. در سال ۲۰۰۹ میلادی، مایکروسافت جایزهٔ زنان در طراحی برای بازی را به هونیکه اهداء کرد. او همچنین جایگاهی را در لیست ۱۰۰ بازی‌ساز داغِ سال ۲۰۰۹ میلادی توسط مجلهٔ اِج به دست آورد.
تا به امروز، عناوین مختلفی که هونیکه روی آنها کار کرده‌است جوایزی را به دست آورده‌اند، مانند «جایزه نوآوری آنلاین» برای جورنی در جوایز انتخاب توسعه‌دهندگان بازی آنلاین و جایزهٔ بفتا برای «بهترین بازی معمولی سال ۲۰۰۸ میلادی» برای بوم بلوکس.

او داور مسابقهٔ چالش هنری پروکسی ویل رایت است.